# لی پنگ
لی پنگ (چینی ساده: 李鹏؛ انگلیسی: Li Peng؛ زادهٔ ۲۰ اکتبر ۱۹۲۸ – درگذشتهٔ ۲۲ ژوئیه ۲۰۱۹) سیاست‌مدار اهل جمهوری خلق چین بود. او بین سالهای ۱۹۸۳ تا ۱۹۸۷ به عنوان معاون نخست‌وزیر خدمت کرده‌است و سپس از مارس ۱۹۸۸ تا مارس ۱۹۹۸ چهارمین نخست‌وزیر جمهوری خلق چین بوده‌است. او طی دهه‌های ۱۹۸۰ و ۱۹۹۰ در موقعیت‌های بالای حکومتی چین بود و به‌دلیل نقشش در سرکوب طرفداران دموکراسی در روز چهارم ژوئن ۱۹۸۹ در میدان تیان‌آن‌من که به اعتراض گرد آمده بودند، به‌عنوان «قصاب پکن» نیز معروف شده‌است. لی پنگ در ۲۲ ژوئیه ۲۰۱۹، در سن ۹۰ سالگی درگذشت.